# Amioz

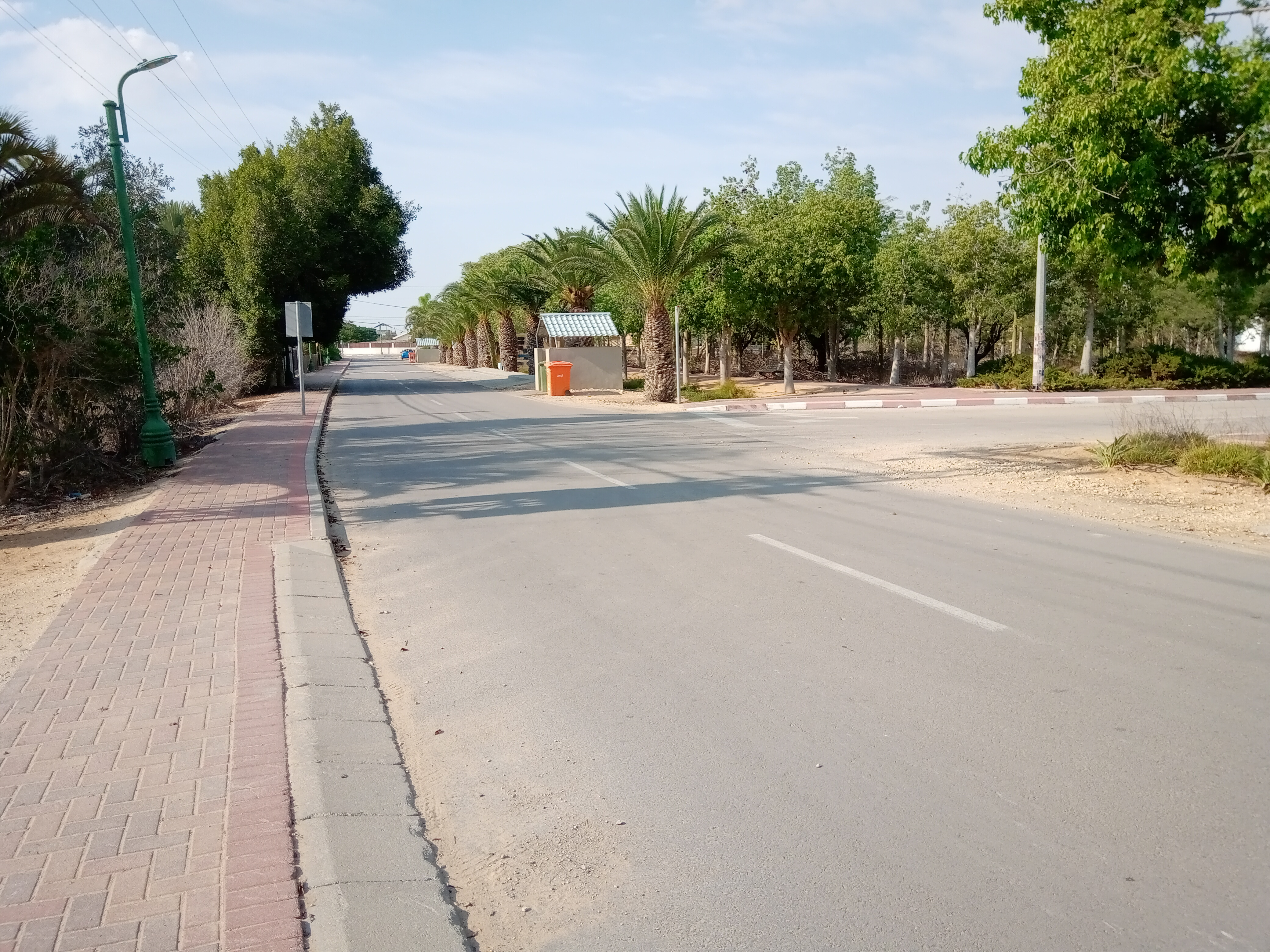
Moshav Amioz.

Amioz (en hebreo: עַמִּיעוֹז) es un moshav ubicado en el sur de Israel (Hevel Eshkol). El moshav se encuentra en la zona desértica del noroeste del Néguev, cerca de la frontera con la Franja de Gaza, el moshav está bajo la jurisdicción del Concejo Regional Eshkol, en 2021 tenía una población de 208 habitantes.

## Historia
El moshav fue establecido por primera vez en 1956 por inmigrantes y refugiados judíos de Egipto y Rumania, su nombre reconoce la fuerza mostrada por los soldados de las Fuerza de Defensa de Israel (FDI) durante la Guerra del Sinaí, sin embargo, el moshav no fue un éxito y todas las familias excepto cuatro se marcharon. A principios de la década de 1960, algunos judíos jasídicos de la dinastía Vizhnitz llegaron para intentar establecerse en la zona, aunque también fracasaron. La comunidad fue establecida permanentemente en 1962 por un grupo de inmigrantes de Marruecos que se establecieron en el sitio con la ayuda de la Agencia Judía para la Tierra de Israel.